# 伯耆町立岸本中学校
伯耆町立岸本中学校（ほうきちょうりつ きしもとちゅうがっこう）は、鳥取県西伯郡伯耆町吉長にある公立中学校。

## 沿革
- 1947年4月29日 - 八郷村立八郷中学校創立。
- 1947年6月10日 - 大幡村立大幡中学校創立。
- 1955年3月31日 - 八郷・大幡・幡郷村が合併し岸本町が発足に伴い、各校を岸本町立と改称。
- 1957年4月1日 - 会見町・岸本町組合立南部中学校、組合解散により、坂長・岩屋谷地区を大幡中の校区に編入。
- 1958年4月5日 - 八郷中学校と大幡中学校が統合し、岸本町立岸本中学校開校。
- 2005年1月1日 - 西伯郡岸本町と日野郡溝口町が合併し伯耆町発足に伴い、伯耆町立岸本中学校と改称。

## 部活動

### 運動部
- 野球部
- ソフトテニス部
- 陸上部
- 柔道部
- バスケットボール部
- サッカー部
- 剣道部
- バレー部（女子のみ）
- 卓球部（女子のみ）
- 駅伝部（一定期間のみ、両立可能）
- 水泳部（一定期間のみ、両立可能）
- スキー部（一定期間のみ、両立可能）

### 文化部
- 吹奏楽部
- 創作部

## 専門委員会
- 給食委員会
- 図書委員会
- 広報委員会
- 交通委員会
- 保体委員会
- 美化委員会

（以下は専門委員会とは別の組織）
- 代議員会
- 生徒会執行部 会長1名、副会長2名、書記1名、会計1名の計5名で構成される
- 応援団
- 地域生徒会

## 校区
- 校区は、岸本小学校、八郷小学校の通学区域となっている。

## 交通アクセス
- 西日本旅客鉄道（JR西日本）伯備線 岸本駅より徒歩8分

## 著名な出身者
- ハセガワタカオ（歌手）
- イモトアヤコ（タレント）
- 岡本大翔（プロ野球選手）

## その他
- テレビ番組『ウチくる!?SP』（2009年、フジテレビ）のロケが行われ、卒業生のイモトアヤコが母校を訪問。